# Gabriel Pruncu
Gabriel Pruncu (n. 6 martie 1896, Focșani – d. 1917, Mărășești) a fost un ofițer român, căzut eroic în luptele de la Mărășești din cadrul primului război mondial.

## Biografie
Gabriel Pruncu s-a născut în anul 1896, într-o familie de armeni din Focșani. A fost fiul lui Grigore Pruncu, comersant si a Susanei Pruncu.
A făcut parte din Regimentul 50 Infanterie „Putna” din Focșani. A participat la luptele de pe frontul de la Mărășești. În august 1917 cade ucis la luptele pentru apărarea gării Mărășești. I s-a ridicat un bust în fața gării de la Mărășești.